# Los Clotassos
Los Clotassos és un indret format per un clot elevat i de força extensió del terme municipal d'Abella de la Conca, a la comarca del Pallars Jussà.
És el clot allargassat que connecta la vila d'Abella de la Conca amb l'estret de la Coma. És, de fet, l'espai entre els dos plegaments que formen la roca impressionant que es dreça al nord-oest d'Abella de la Conca.

## Etimologia
Es tracta d'un topònim romànic descriptiu: derivat de clot, designa uns clots grossos i disformes.